# لانس كار
لانس كار (بالإنجليزية: Lance Carr)‏ (18 فبراير 1910 في جنوب أفريقيا - 1983 بغرينتش في المملكة المتحدة) هو لاعب كرة قدم جنوب أفريقي في مركز الهجوم. لعب مع نادي بريستول روفيرز ونادي بريستول سيتي ونادي ليفربول ونيوبورت كونتي ونادي ميرثير تيدفيل ‏ ونادي ألدرشوت ونادي غلوستر سيتي وSouth Liverpool F.C. ‏.

## وصلات خارجية
- لانس كار على موقع قاعدة بيانات كرة القدم.إي يو (الإنجليزية)